# Seiko Hashimoto
Seiko Hashimoto (en japonés: 橋本聖子, Hashimoto Seiko; Hayakita, 5 de octubre de 1964) es una política japonesa y deportista que compitió en patinaje de velocidad sobre hielo y en ciclismo en pista.
Fue concejala del Partido Liberal Democrático. Ejerció de vicepresidenta del Comité Olímpico Japonés, presidenta de la Federación de Patinaje sobre Hielo de Japón y presidenta del Comité Organizador de los Juegos Olímpicos de Tokio 2020.
Por su trayectoria fue nombrada Caballero de la Orden Nacional del Mérito en Francia (2015) y condecorada con la Orden Olímpica de Oro (2021).

## Carrera deportiva
Participó en cuatro Juegos Olímpicos de Invierno, entre los años 1984 y 1994, obteniendo una medalla de bronce en Albertville 1992, en la prueba de 1500 m. Además, compitió en tres Juegos Olímpicos de Verano, en ciclismo en pista, entre los años 1988 y 1996.
Ganó dos medallas en el Campeonato Mundial de Patinaje de Velocidad sobre Hielo, plata en 1990 y bronce en 1992, y una medalla de bronce en el Campeonato Mundial de Patinaje de Velocidad sobre Hielo en Distancia Corta de 1989.

### Palmarés internacional
| Juegos Olímpicos                      | Juegos Olímpicos          | Juegos Olímpicos  | Juegos Olímpicos      |
| Año                                   | Lugar                     | Medalla           | Prueba                |
| ------------------------------------- | ------------------------- | ----------------- | --------------------- |
| 1992                                  | Albertville (Francia)     | Medalla de bronce | 1500 m                |
| Campeonato Mundial                    |                           |                   |                       |
| Año                                   | Lugar                     | Medalla           | Prueba                |
| 1990                                  | Calgary (Canadá)          | Medalla de plata  | Clasificación general |
| 1992                                  | Heerenveen (Países Bajos) | Medalla de bronce | Clasificación general |
| Campeonato Mundial en Distancia Corta |                           |                   |                       |
| Año                                   | Lugar                     | Medalla           | Prueba                |
| 1989                                  | Heerenveen (Países Bajos) | Medalla de bronce | Clasificación general |

## Carrera política
Después de retirarse de la competición, comenzó una carrera política, en 1995 fue elegida para la Cámara de Consejeros del país nipón. En 2001 ejerció como presidenta del Comité de Educación, Cultura y Ciencia durante dos años. En 2008 fue viceministra de Relaciones Exteriores, posteriormente, en 2010 fue ministra de Contramedidas contra la Baja Natalidad, Deporte e Igualdad de Género. En 2016 asumió la presidencia de la Asamblea General por su partido en la Cámara de Consejeros.
En 2019, bajo la cuarta administración del primer ministro Shinzo Abe, fue elegida ministra de Estado de Igualdad de Género, de los Juegos Olímpicos y Paralímpicos de Tokio 2020 y de Empoderamiento de la Mujer. En febrero de 2021 fue nombrada presidenta del Comité Organizador de los Juegos Olímpicos y Paralímpicos de Tokio 2020, después de que su antecesor, Yoshiro Mori, dimitiera.

### Polémica
En agosto de 2014 diversos medios la acusaron de un supuesto acoso sexual al patinador nipón Daisuke Takahashi durante una fiesta en los Juegos de Sochi. Hashimoto explicó que se trataba de un malentendido; posteriormente, el mánager del patinador afirmó que este no había sufrido ningún tipo de acoso por parte de Hashimoto.